# Грабський Павло Павлович
Павло́ Па́влович Гра́бський (нар. 14 квітня 1992, Хирів, Старосамбірський район Львівська область, Україна) — український громадський діяч та державний службовець. Громадянин України. Голова Львівської районної державної адміністрації (з 5 березня 2025 року). Раніше обіймав посади першого заступника (2023–2025) та заступника (2021–2023) голови Самбірської районної державної адміністрації.

## Життєпис

### Ранні роки та освіта
Народився 14 квітня 1992 року в місті Хирів Старосамбірського району Львівської області.
Навчався у Закладі загальної середньої освіти І-ІІІ ступенів – ліцеї імені Владики Івана Хоми (на той час – Хирівська гімназія-інтернат). Освітній процес у закладі тоді передбачав пропуск 4-го класу, а освітню програму за 10-11 класи Павло Грабський склав екстерном для вступу до вишу.
У 2007 році, у віці 15 років, вступив до Національного університету «Львівська політехніка».
У 2011 році здобув там ступінь бакалавра за напрямом «Філологія».
У 2012 році закінчив той самий університет, здобувши кваліфікацію спеціаліста за спеціальністю «Прикладна лінгвістика та комп’ютерні технології» та отримавши професійну кваліфікацію лінгвіста-інформатика, перекладача з англійської та німецької мов.
У 2022–2023 роках здобув другу вищу освіту в Національному університеті «Львівська політехніка» за спеціальністю «Публічне управління та адміністрування».
Проходив навчання та стажування:
- Фонд Конрада Аденауера: «Школа європейського політика», «Школа політичного успіху» (2016)[3].
- Програма USAID DOBRE: навчання з питань місцевого самоврядування (2018)[3].
- Фонд Барака Обами: дистанційний курс «Obama Fellowship Leader's» (2019)[3].

Володіє українською (рідна), англійською та німецькою мовами на високому рівні, польською — на розмовному рівні.

### Трудова діяльність
Трудову діяльність розпочав у 14 років на Слохинівському цегельному заводі в селі Слохині (як неповнолітній – на підставі дозволу на роботу, підписаного матір'ю), де працював підсобним робітником у літні періоди 2007–2010 років під час навчання в університеті.
У 2011-2012 роках працював вантажником на меблевій фабриці.
У 2014–2018 роках працював тренером та директором з розвитку у Спортивно-оздоровчому клубі «Інтерспорт».
З жовтня 2018 року до жовтня 2019 року працював у місті Лодзь (Польща) на посаді працівника продукції та координатора в компанії «Dell».

### Громадська та політична діяльність
У 2012 році був волонтером-перекладачем під час проведення матчів Чемпіонату Європи з футболу (Євро-2012) у Львові.
У 2017 році очолив Львівську міську організацію Всеукраїнської молодіжної громадської організації «Батьківщина молода».

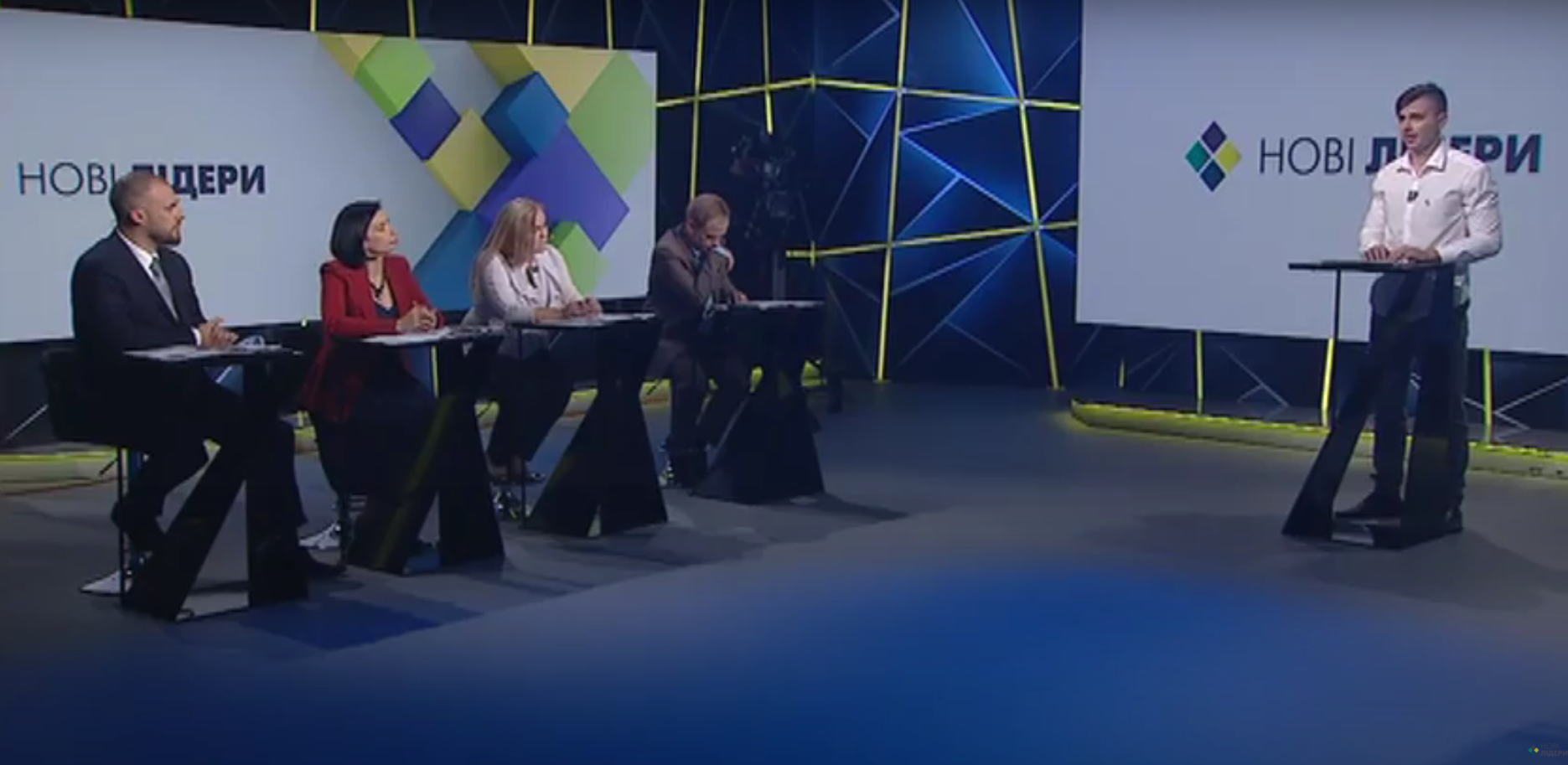
Павло Грабський в студії проєкту "Нові Лідери", 2018 рік

У 2018 році брав участь у національному телевізійному проєкті Starlight Media «Нові лідери», де увійшов до Топ-100 учасників.
У 2020 році балотувався як самовисуванець на посаду голови Хирівської міської об'єднаної територіальної громади. За результатами місцевих виборів 25 жовтня 2020 року посів друге місце, набравши 1488 голосів (25,1%); відставання від кандидата, що посів перше місце, становило 4,2%.

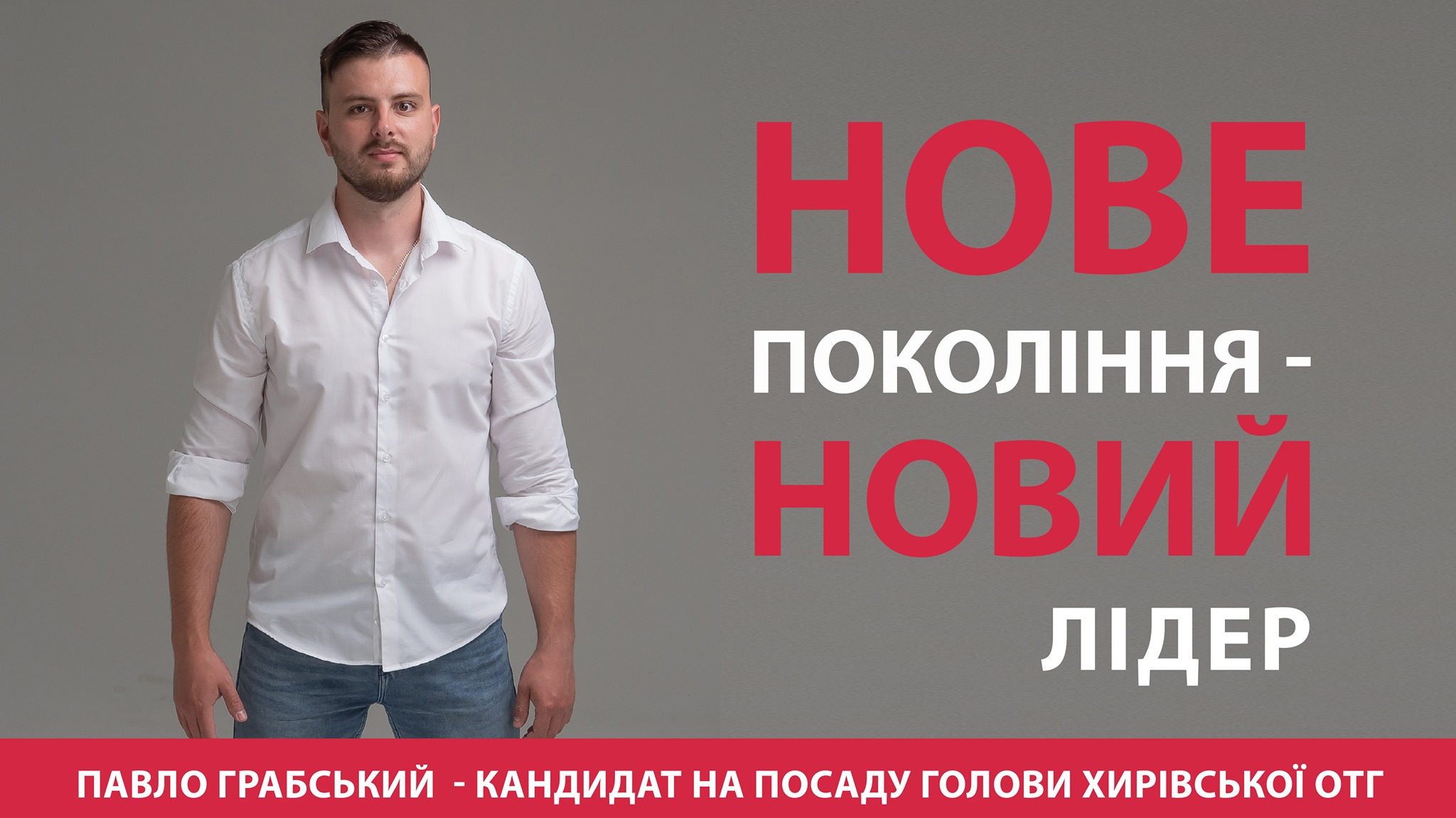
Листівка Павла Грабського на виборах голови Хирівської ОТГ, 2020 рік

Є співзасновником ГО «Інтерфутзал клуб» – дитячої школи з мініфутболу та членом ГО «Львівське Обласне Об'єднання Організацій Роботодавців» і ГО «Добробут».

### Робота в державних адміністраціях
- 30 червня 2021 року — призначений на посаду заступника голови Самбірської районної державної адміністрації Львівської області[2].
- 17 лютого 2023 року — призначений на посаду першого заступника голови Самбірської РДА[2].
- 5 березня 2025 року — розпорядженням Президента України Володимира Зеленського призначений головою Львівської районної державної адміністрації[1].

### Сім'я
Мати — Грабська Ірина Йосипівна. За фахом педагогиня, працювала заступницею директора з навчально-виховної роботи (завучем) у школі міста Хирів; загальний педагогічний стаж — 47 років.
Батько — Грабський Павло Дмитрович, пенсіонер. Батьки розлучилися, коли Павлу Грабському був один рік. Виховувався матір'ю.
Дружина — Грабська Олеся Ярославівна, фізична особа-підприємець.

### Декларації та статки
У декларації за 2024 рік Павло Грабський вказав 736 тис. грн зарплати в Самбірській РДА, а його дружина — 5,8 млн грн доходу від підприємницької діяльності. У 2024 році Олеся Грабська придбала автомобіль Kia Soul 2017 року випуску та стала співвласницею двох земельних ділянок і житлового будинку (122,7 м²) в селі Оброшине шляхом договору успадкування.

## Галерея

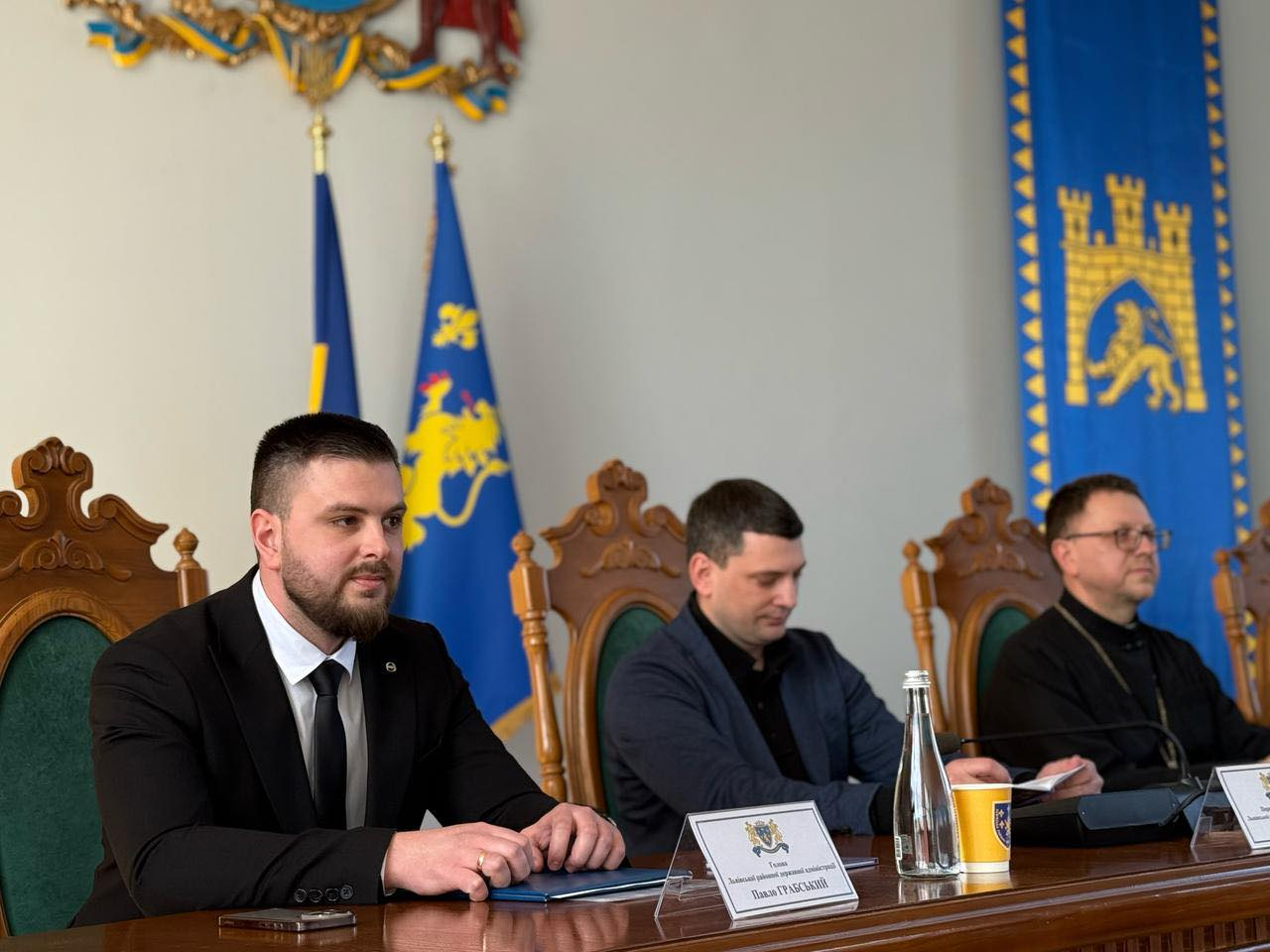
На робочій нараді
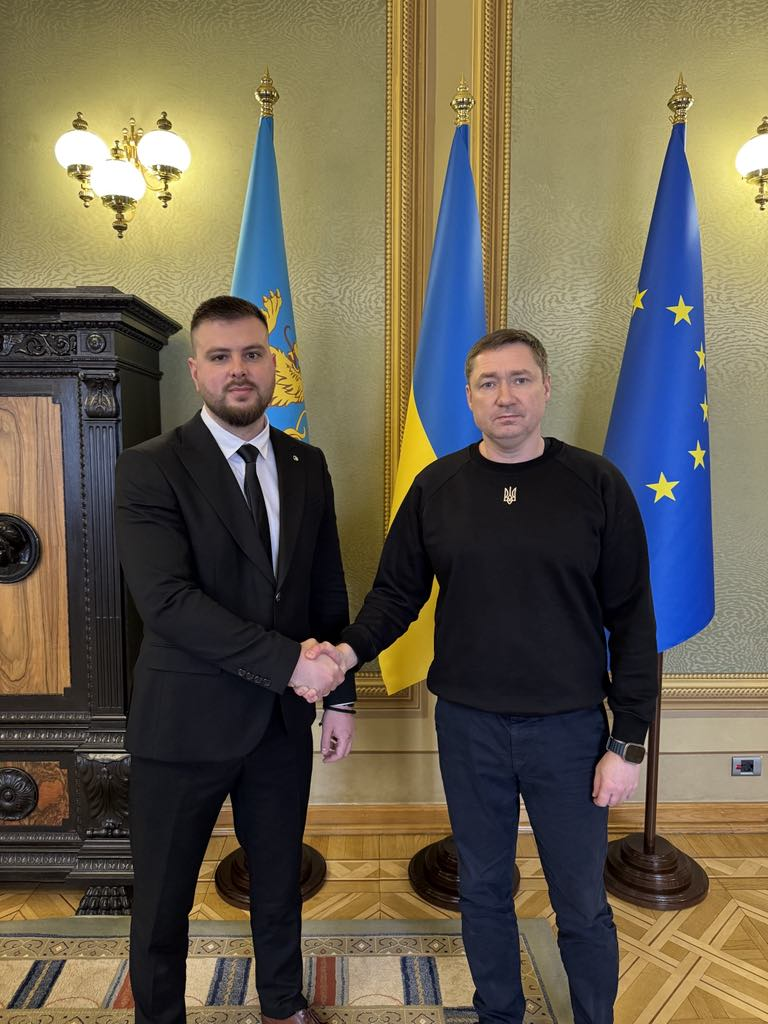
З головою Львівської ОДА Максимом Козицьким після призначення
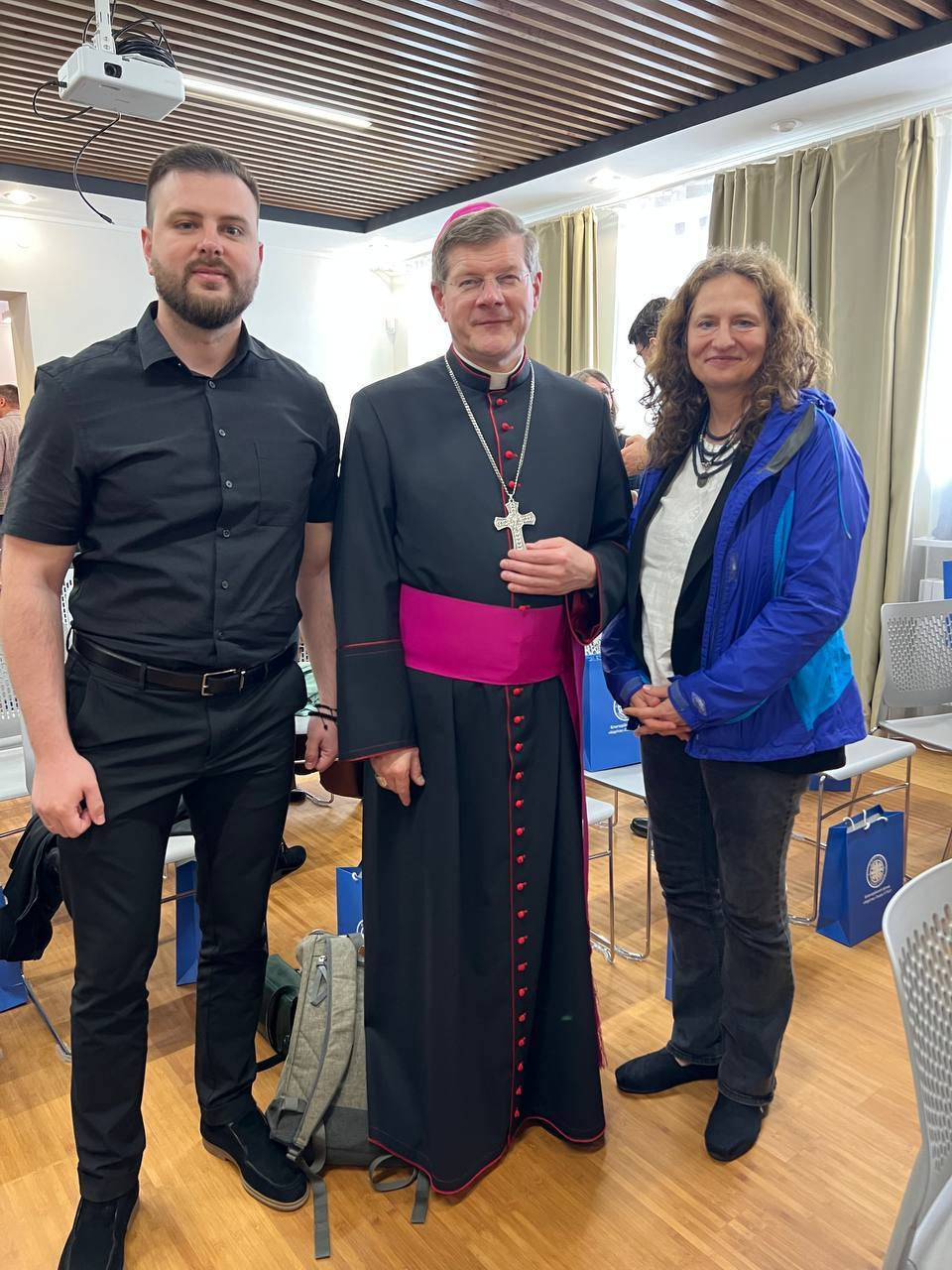
Павло Грабський на зустрічі з благодійним фондом "Карітас – Львів УГКЦ"
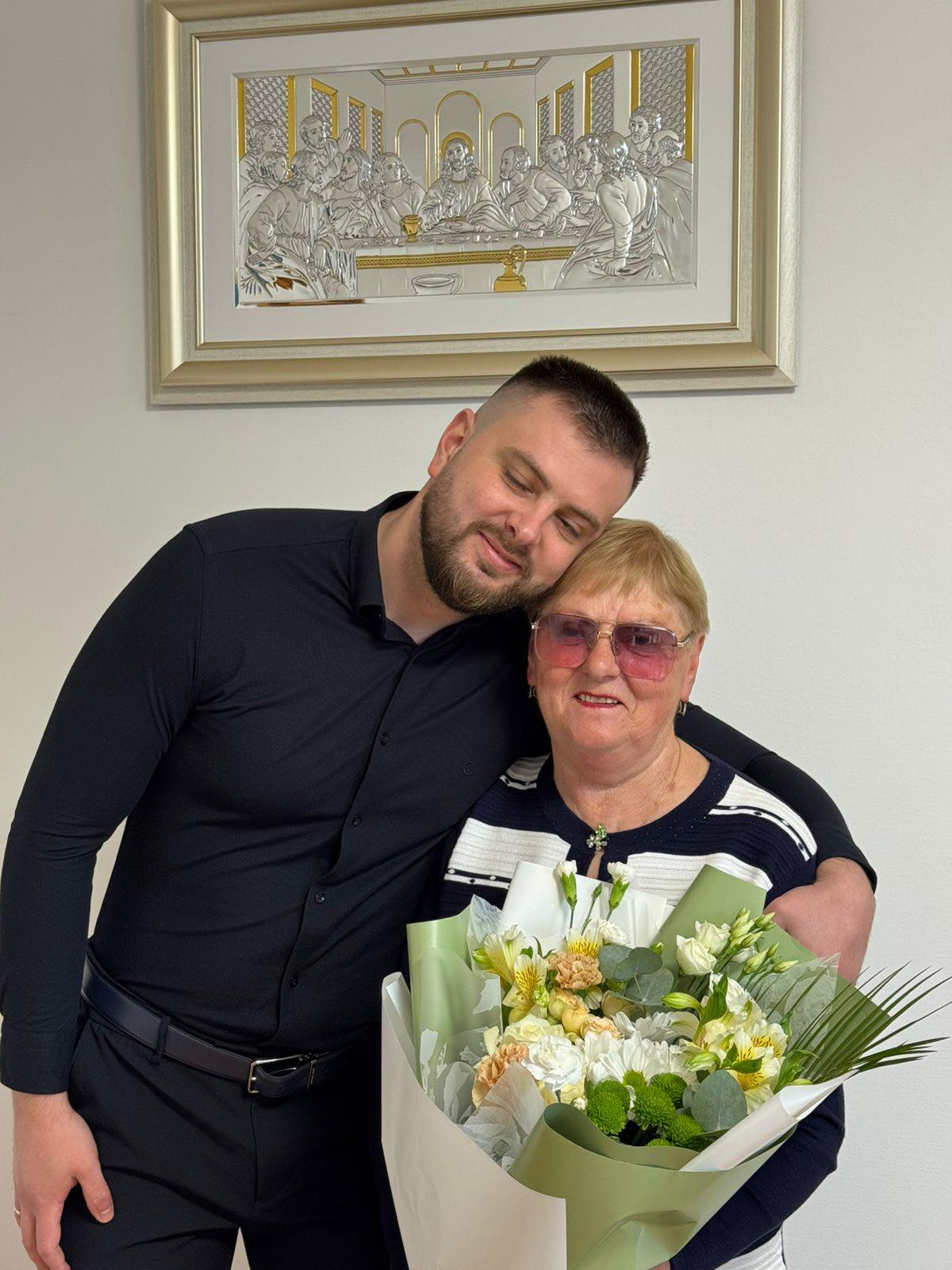
З  матір'ю Іриною Грабською
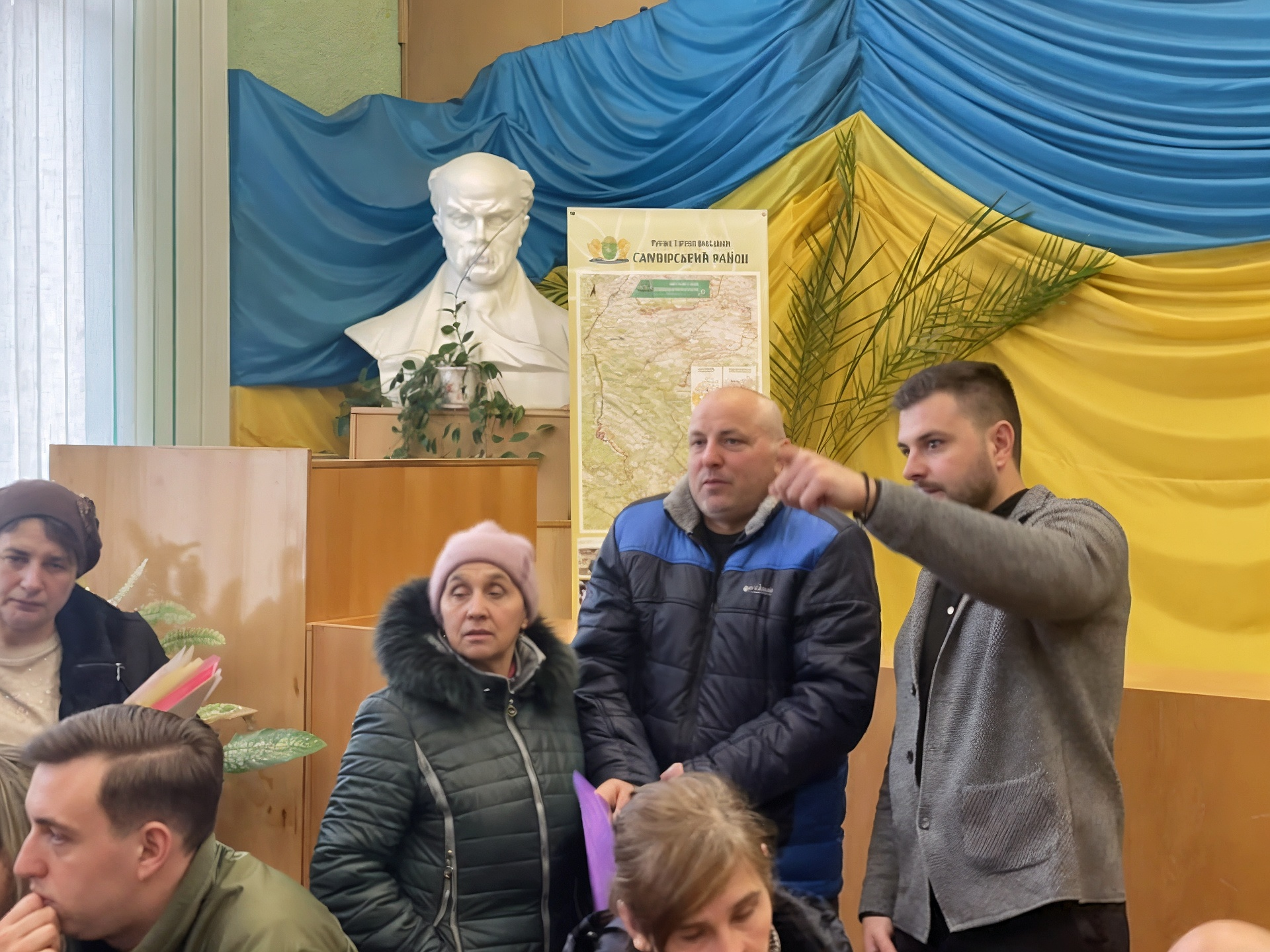
Зустріч із родинами військовополонених і зниклих безвісти Захисників та Захисниць України на посаді першого заступника голови Самбірської РДА

## Зовнішні посилання
- Презентації на телепроєкті "Нові лідери"
- Офіційна Facebook-сторінка
- Офіційний Instagram